# تام استوارت
تام استوارت (به انگلیسی: Tom Stewart) سناتور سابق عضو حزب دموکرات ایالات متحده آمریکا بود. وی در سال ۱۹۳۹ تا ۱۹۴۹ میلادی سناتور ایالت تنسی در سنای ایالات متحده آمریکا بود.